# Hitachi-Giant-Klasse
Die Hitachi-Giant-Klasse ist eine aus zwei Schiffen bestehende Klasse von Hubbohrinseln  (engl.: Jack-up rig). Sie entstanden bei Hitachi Zōsen für Maersk Drilling, einer Tochtergesellschaft der A.P. Møller-Mærsk-Gruppe.

## Beschreibung
Die Plattformen hatten ein Bohrwerk vom Typ National 1320-UE, 2,000 hp. Die Stromversorgung erfolgte über fünf Motoren vom Typ Caterpillar 3516 DITA. Die Tragfähigkeit betrug 5.000 Tonnen.
Zur Stromversorgung stehen fünf Dieselmotoren vom Typ Caterpillar 3516 DITA zur Verfügung, die Generatoren mit je 1.200 kW antreiben. Das Bohrwerk vom Typ National 1320-UE hat eine Nennleistung von rund 1.000 kW.
Die Plattformen dienen als Offshorebauwerk zum Niederbringen von Bohrungen zur Suche nach Erdöl oder Erdgas. Sie stehen auf Gerüstbeinen mit rund 160 m Länge, sind vertikal beweglich und bis zu 107 m Wassertiefe einsetzbar. Sie haben eine Tragfähigkeit von rund 5.000 t und werden über kurze Distanzen von Schleppern gezogen bzw. über große Entfernungen auf speziellen Lastschiffen transportiert.

### Weiterer Verbleib

#### Maersk Giant
Die Maersk Giant wurde bis 2019 von Maersk Drilling betrieben,  anschließend an die LOTOS Petrobaltic Group verkauft und in Petro Giant umbenannt.

#### Maersk Guardian

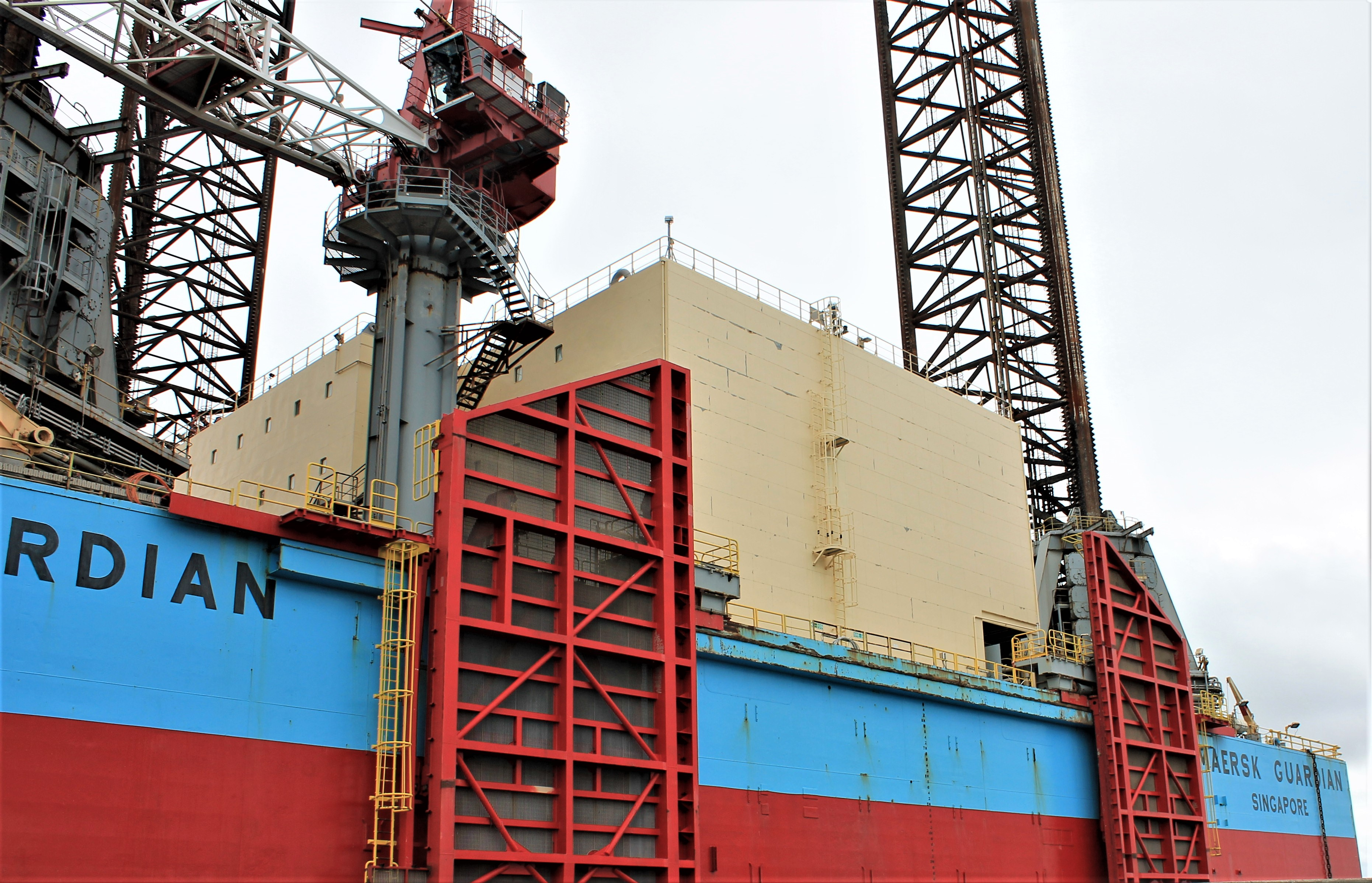
Esbjerg 2020, Maersk Guardian mit Hotelkomplex aus Polen

Die Maersk Guardian wurde von 2015 bis 2016 in Frederikshavn in eine Hotelplattform umgebaut.
Der Umbauauftrag zur Hotelplattform wurde 2015 von Maersk Drilling an Semco Maritime vergeben, die im Unterauftrag in Polen ein gemeinsam geplantes Hotelmodul bei Energomontaż-Północ Gdynia bauen ließen. Von 2015 bis 2016 erfolgte im Hafen von Frederikshavn der Umbau der Maersk Guardian zur Hotelplattform, da der Arbeitsaufwand für die eigenen Einrichtungen von Semco Maritime in Esbjerg zu groß war. Die Bohrausrüstungen wurden entfernt und neben anderen Überholungs- und Umbauarbeiten wurde ein in Polen gebautes abgeschlossenes Hotelmodul mit 147 Zimmern auf der Maersk Guardian abgesetzt und montiert. Die schlüsselfertigen Hotelaufbauten wurde von Semco Maritime in Danzig geordert und nach Fertigstellung auf einem Ponton von Gdynia nach Frederikshavn geschleppt. Für die dazu notwendigen Kranarbeiten der zwei 560 t schweren Hotelblöcke kam ein Schwimmkran aus Kiel.
Anschließend wurde die Maersk Guardian für fünf Jahre an Maersk Oil verchartert. Ab 2016 wurde sie in verschiedenen Bereichen im dänischen Teil der Nordsee als Unterkunftsplattform eingesetzt. Aufgrund der Hubbeine konnte die Maersk Guardian in der Nordsee ihre Aufgaben standsicher erfüllen, was für das auf der Plattform untergebrachte Personal ein wichtiges Argument im Vergleich zu den bisher überwiegend eingesetzten Hotelschiffen war. Nach Fertigstellung, Abnahme und Übergabe wurde die Maersk Guardian von der Schwesterfirma Maersk Oil im dänischen Teil der Nordsee eingesetzt.
2021 verkaufte Maersk das Schiff, das nun Guardian heißt. Erwerber war New Fortress Energy.

## Übersicht
| Bauname         | IMO-Nummer | Bestellung Kiellegung Stapellauf Ablieferung  | Baunummer | Umbenennungen und Verbleib |
| --------------- | ---------- | --------------------------------------------- | --------- | -------------------------- |
| Maersk Guardian | 8415770    | 2. Juli 1985 24. Oktober 1985 - 30. Juni 1986 | K1057     | Guardian (2021)            |
| Mærsk Giant     | 8415768    | -                                             |           | Giant → Petro Giant        |